# Andrew McBain
Andrew Burton McBain, född 18 januari 1965, är en kanadensisk före detta professionell ishockeyforward som tillbringade elva säsonger i den nordamerikanska ishockeyligan National Hockey League (NHL), där han spelade för Winnipeg Jets, Pittsburgh Penguins, Vancouver Canucks och Ottawa Senators. Han producerade 301 poäng (129 mål och 172 assists) samt drog på sig 631 utvisningsminuter på 608 grundspelsmatcher.
McBain spelade också för New Haven Senators och Prince Edward Island Senators i American Hockey League (AHL); Milwaukee Admirals, Las Vegas Thunder och Fort Wayne Komets i International Hockey League (IHL) samt Niagara Falls Flyers och North Bay Centennials i Ontario Hockey League (OHL).
Han draftades av Winnipeg Jets i första rundan i 1983 års draft som åttonde spelare totalt.
McBain är far till Jack McBain.

## Statistik
| 1980–1981  | Aurora Tigers                 | CJBHL      | 43  | 16  | 21  | 37  | 21  | —  | — | —  | —  | —  |
| 1981–1982  | Niagara Falls Flyers          | OHL        | 68  | 25  | 44  | 35  | 5   | 0  | 3 | 3  | 4  |    |
| 1982–1983  | North Bay Centennials         | OHL        | 67  | 33  | 87  | 120 | 61  | 8  | 2 | 6  | 8  | 17 |
| 1983–1984  | Winnipeg Jets                 | NHL        | 78  | 11  | 19  | 30  | 37  | 3  | 2 | 0  | 2  | 0  |
| 1984–1985  | Winnipeg Jets                 | NHL        | 77  | 7   | 15  | 22  | 45  | 7  | 1 | 0  | 1  | 0  |
| 1985–1986  | Winnipeg Jets                 | NHL        | 28  | 3   | 3   | 6   | 17  | —  | — | —  | —  | —  |
| 1986–1987  | Winnipeg Jets                 | NHL        | 71  | 11  | 21  | 32  | 106 | 9  | 0 | 2  | 2  | 10 |
| 1987–1988  | Winnipeg Jets                 | NHL        | 74  | 32  | 31  | 63  | 145 | 5  | 2 | 5  | 7  | 29 |
| 1988–1989  | Winnipeg Jets                 | NHL        | 80  | 37  | 40  | 77  | 71  | —  | — | —  | —  | —  |
| 1989–1990  | Pittsburgh Penguins           | NHL        | 41  | 5   | 9   | 14  | 51  | —  | — | —  | —  | —  |
|            | Vancouver Canucks             | NHL        | 26  | 4   | 5   | 9   | 22  | —  | — | —  | —  | —  |
| 1990–1991  | Vancouver Canucks             | NHL        | 13  | 0   | 5   | 5   | 32  | —  | — | —  | —  | —  |
|            | Milwaukee Admirals            | IHL        | 47  | 27  | 24  | 51  | 69  | 6  | 2 | 5  | 7  | 12 |
| 1991–1992  | Vancouver Canucks             | NHL        | 6   | 1   | 0   | 1   | 0   | —  | — | —  | —  | —  |
|            | Milwaukee Admirals            | IHL        | 65  | 24  | 54  | 78  | 132 | 5  | 1 | 2  | 3  | 10 |
| 1992–1993  | Ottawa Senators               | NHL        | 59  | 7   | 16  | 23  | 43  | —  | — | —  | —  | —  |
|            | New Haven Senators            | AHL        | 1   | 0   | 1   | 1   | 4   | —  | — | —  | —  | —  |
| 1993–1994  | Ottawa Senators               | NHL        | 55  | 11  | 8   | 19  | 64  | —  | — | —  | —  | —  |
|            | Prince Edward Island Senators | AHL        | 26  | 6   | 10  | 16  | 102 | —  | — | —  | —  | —  |
| 1994–1995  | Las Vegas Thunder             | IHL        | 62  | 15  | 27  | 42  | 111 | 8  | 0 | 3  | 3  | 33 |
| 1995–1996  | Fort Wayne Komets             | IHL        | 77  | 15  | 15  | 30  | 85  | 5  | 0 | 2  | 2  | 10 |
| NHL totalt | NHL totalt                    | NHL totalt | 608 | 129 | 172 | 301 | 633 | 24 | 5 | 7  | 12 | 39 |
| AHL totalt | AHL totalt                    | AHL totalt | 27  | 6   | 11  | 17  | 106 | —  | — | —  | —  | —  |
| IHL totalt | IHL totalt                    | IHL totalt | 251 | 81  | 120 | 201 | 397 | 24 | 3 | 12 | 15 | 65 |
| OHL totalt | OHL totalt                    | OHL totalt | 135 | 52  | 112 | 164 | 96  | 13 | 2 | 9  | 11 | 21 |

### Internationellt
| Källa:        | Källa:        | Källa:        |         | Utv = Utvisningsminuter | Utv = Utvisningsminuter | Utv = Utvisningsminuter | Utv = Utvisningsminuter | Utv = Utvisningsminuter |
| År            | Lag           | Mästerskap    | Matcher | Mål                     | Assists                 | Poäng                   | Utv                     |                         |
| ------------- | ------------- | ------------- | ------- | ----------------------- | ----------------------- | ----------------------- | ----------------------- | ----------------------- |
| 1989          | Kanada        | VM            | 10      | 6                       | 2                       | 8                       | 8                       |                         |
| Senior totalt | Senior totalt | Senior totalt | 10      | 6                       | 2                       | 8                       | 8                       |                         |